# Curtis Hanson
Curtis Lee Hanson (født 24. marts 1945, død 20. september 2016) var en amerikansk filminstruktør, -producer og manuskriptforfatter. Blandt de film, han har instrueret, kan nævnes L.A. Confidential (der indbragte ham en Oscar for bedste filmatisering), Wonder Boys, 8 Mile og I dine sko.

## Filmografi
- The Dunwich Horror (1970) - manuskript
- Sweet Kill (1972) - manuskript og instruktion
- Den tavse makker (The Silent Partner, 1978) - manuskript
- The Little Dragons (1980) - instruktion og produktion
- White Dog (1982) - manuskript
- Jeg har aldrig fået noget (Losin' It, 1983) - instruktion
- Never Cry Wolf (1983) - manuskript
- The Children of Times Square (tv-film, 1986) - instruktion og manuskript
- The Bedroom Window (1987) - instruktion og manuskript
- Evil Town (1987) - instruktion
- Bad Influence (1990) - instruktion
- The Hand That Rocks the Cradle (1992) - instruktion
- The River Wild (1994) - instruktion
- L.A. Confidential (1997) - instruktion, manuskript og produktion (filmen vandt Bodilprisen for bedste amerikanske film i 1998)
- Wonder Boys (2000) - instruktion og produktion
- 8 Mile (2002) - instruktion og produktion
- Orkidé-tyven (Adaptation, 2002) - skuespiller
- I dine sko (2005) - instruktion og produktion
- Lucky You (2007) - instruktion, manuskript og produktion
- The Big Year (2011) - produktion
- Chasing Mavericks (2012) - instruktion (sammen med Michael Apted) og produktion